# Kimbap
A kimbap (hangul: 김밥, RR: gimbap) népszerű koreai étel, mely főtt rizsből (pap) és kim (gim)ből (a Porphyra nemzetségbe tartozó tengeri hínárból készült lapok, japánul nori) készül. A kimbap (gimbap)ot általában hidegen eszik, népszerű étel piknikezéskor és szabadtéri programokon. A kimbap (gimbap)ot gyakran hasonlítják felmenőjéhez, a japán makizusihoz, bár több mindenben is különbözik tőle.

## Jellegzetességei
A kimbap (gimbap) hasonlóképp készül, mint a makizusi, a főtt rizst és az egyéb hozzávalókat tengeri hínárlapokba (kim (gim)) tekerik és felszeletelik. A japán előddel ellentétben azonban a rizs főzéséhez nem rizsecetet használnak, hanem szezámolajat, és ezzel a kim (gim)et is vékonyan megkenik. Emiatt a kimbap (gimbap) íze különbözik a makizusiétól. A másik különbség, hogy a makizusiban szinte csak nyers tölteléket használnak, a kimbap (gimbap)nál viszont változatos, gyakran főzött, sütött és fűszerezett tölteléket (például húsféléket, savanyúságot). Emiatt nem tálalják szójaszósszal és vaszabival, mint a japán rokont.

## Változatai
A kimbap (gimbap)nak számos változata létezik. Az egyik népszerű variáció, a szamgak kimbap (samgak gimbap) (삼각김밥), ami háromszögletű és darabonként csomagolva kapható az élelmiszerüzletekben.
A cshungmu kimbap (chungmu gimbap) (충무김밥) töltetlen kimbap (gimbap), vékonyabb és hosszabb szeletekre van vágva. Általában kkolttugi mucshim (kkolttugi muchim) (꼴뚜기 무침, csípős pirospaprika-szószban pácolt és erjesztett bébipolip), valamint retekből készült kimcshi (kimchi) (무김치, mugimcshi (mugimchi)) társaságában szolgálják fel.
A cshamcshi kimbap (chamchi gimbap) (참치김밥) tölteléke többek között tonhal, szezámlevél, majonéz és spenót.

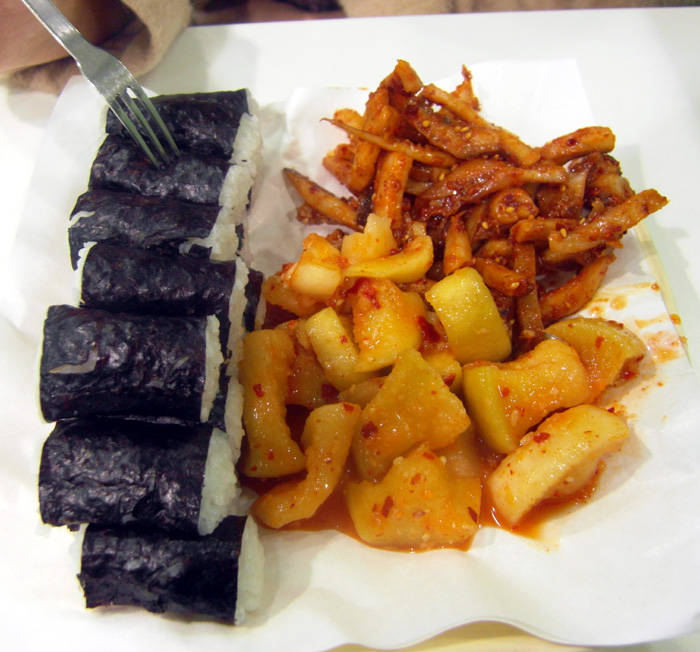
cshungmu kimbap
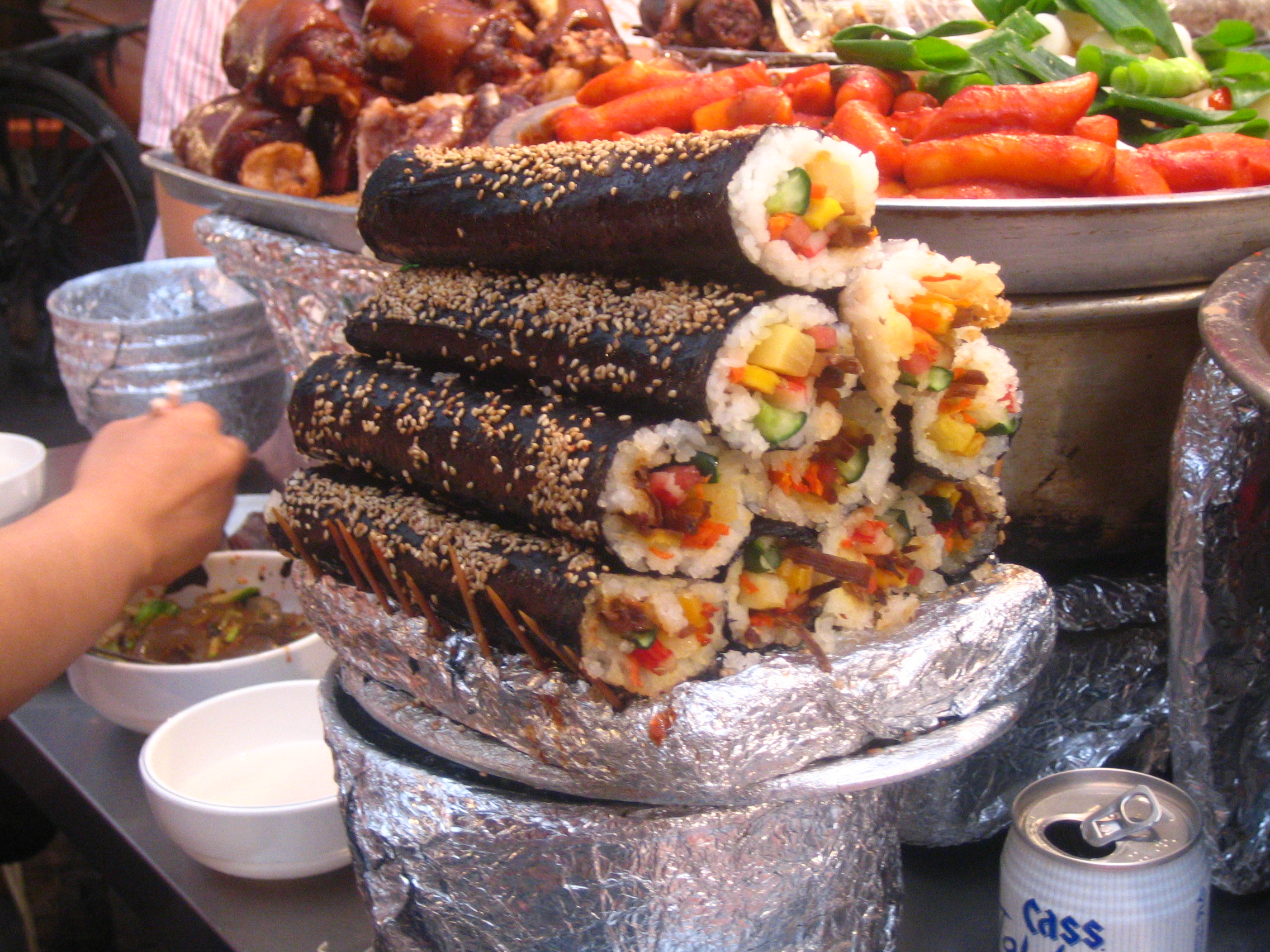
kimbap utcai árus standján
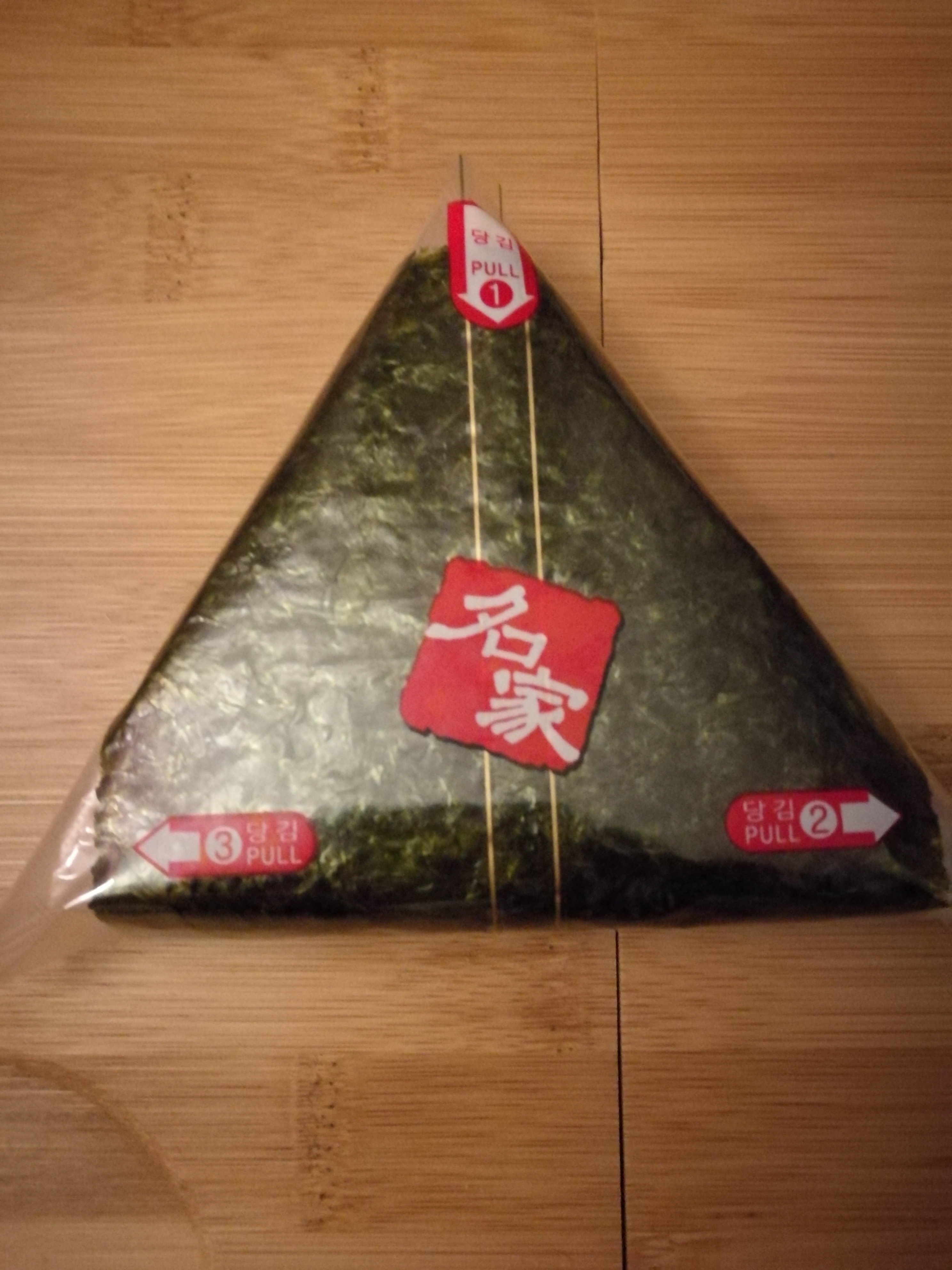
Házi készítésű szamgak kimbap (samgak gimbap). A különleges csomagolást külön meg lehet vásárolni hozzá